# Bufonacridella
Bufonacridella is een geslacht van rechtvleugeligen uit de familie veldsprinkhanen (Acrididae). De wetenschappelijke naam van dit geslacht is voor het eerst geldig gepubliceerd in 1910 door Adelung.

## Soorten
Het geslacht Bufonacridella  is monotypisch en omvat slechts de volgende soort:
- Bufonacridella sumakovi (Adelung, 1910)